# Distrikt Monobamba
Der Distrikt Monobamba liegt in der Provinz Jauja in der Region Junín in Zentral-Peru. Der Distrikt wurde am 2. Januar 1956 gegründet. Er besitzt eine Fläche von 935 km². Beim Zensus 2017 wurden 1774 Einwohner gezählt. Im Jahr 1993 lag die Einwohnerzahl bei 1872, im Jahr 2007 bei 1353. Sitz der Distriktverwaltung ist die 1450 m hoch gelegene Ortschaft Monobamba mit 442 Einwohnern (Stand 2017). Monobamba befindet sich 50 km nordnordöstlich der Provinzhauptstadt Jauja.

## Geografische Lage
Der Distrikt Monobamba befindet sich in der peruanischen Zentralkordillere im äußersten Nordosten der Provinz Jauja. Die Längsausdehnung in Ost-West-Richtung beträgt etwa 50 km. Der Río Tulumayo durchquert den Distrikt in nordwestlicher Richtung. Dessen linker Nebenfluss Río Monobamba durchquert den Westen des Distrikts.
Der Distrikt Monobamba grenzt im Westen an die Distrikte Tapo und Palca (beide in der Provinz Tarma), im Norden an den Distrikt Vitoc (Provinz Chanchamayo), im Osten an den Distrikt Pampa Hermosa (Provinz Satipo), im Südosten an die Distrikte Comas, Mariscal Castilla und Cochas (alle drei in der Provinz Concepción) sowie im Süden und im Südwesten an die Distrikte Apata, Molinos und Ricrán.

## Ortschaften
Im Distrikt gibt es neben dem Hauptort folgende größere Ortschaften:
- Ayna
- Chacaybamba (213 Einwohner)
- Huayanay
- Rondayacu (267 Einwohner)